# Ягнобски език
Ягнобският език е ирански език, говорен от около 1500 – 2000 души в Таджикистан.

## Азбука
| А а | Б б | В в | Ԝ ԝ | Г г | Ғ ғ |
| Д д | Е е | Ё ё | Ж ж | З з | И и |
| Ӣ ӣ | Й й | К к | Қ қ | Л л | М м |
| Н н | О о | П п | Р р | С с | Т т |
| У у | Ӯ ӯ | Ф ф | Х х | Ҳ ҳ | Ч ч |
| Ҷ ҷ | Ш ш | ъ   | Э э | Ю ю | Я я |